# Webster County (Nebraska)
Webster County ist ein County im Bundesstaat Nebraska der Vereinigten Staaten. Der Verwaltungssitz (County Seat) ist Red Cloud, das nach Red Cloud, einem politischen Führer der Prärie-Indianer benannt wurde.

## Geographie
Das County liegt im Südosten von Nebraska, grenzt im Süden an den Bundesstaat Kansas und hat eine Fläche von 1489 Quadratkilometern ohne nennenswerte Wasserfläche. Es grenzt im Uhrzeigersinn an folgende Countys: Adams County, Clay County, Nuckolls County, Franklin County und Kearney County.

## Geschichte
Webster County wurde 1871 gebildet. Benannt wurde es nach dem Staatsmann Daniel Webster.
Zwei Orti im County haben den Status einer National Historic Landmark, das Willa Cather House und die archäologische Fundstätte Pike-Pawnee-Village-Site. 36 Bauwerke und Stätten des Countys sind insgesamt im National Register of Historic Places eingetragen (Stand 13. Februar 2018).

## Demografische Daten

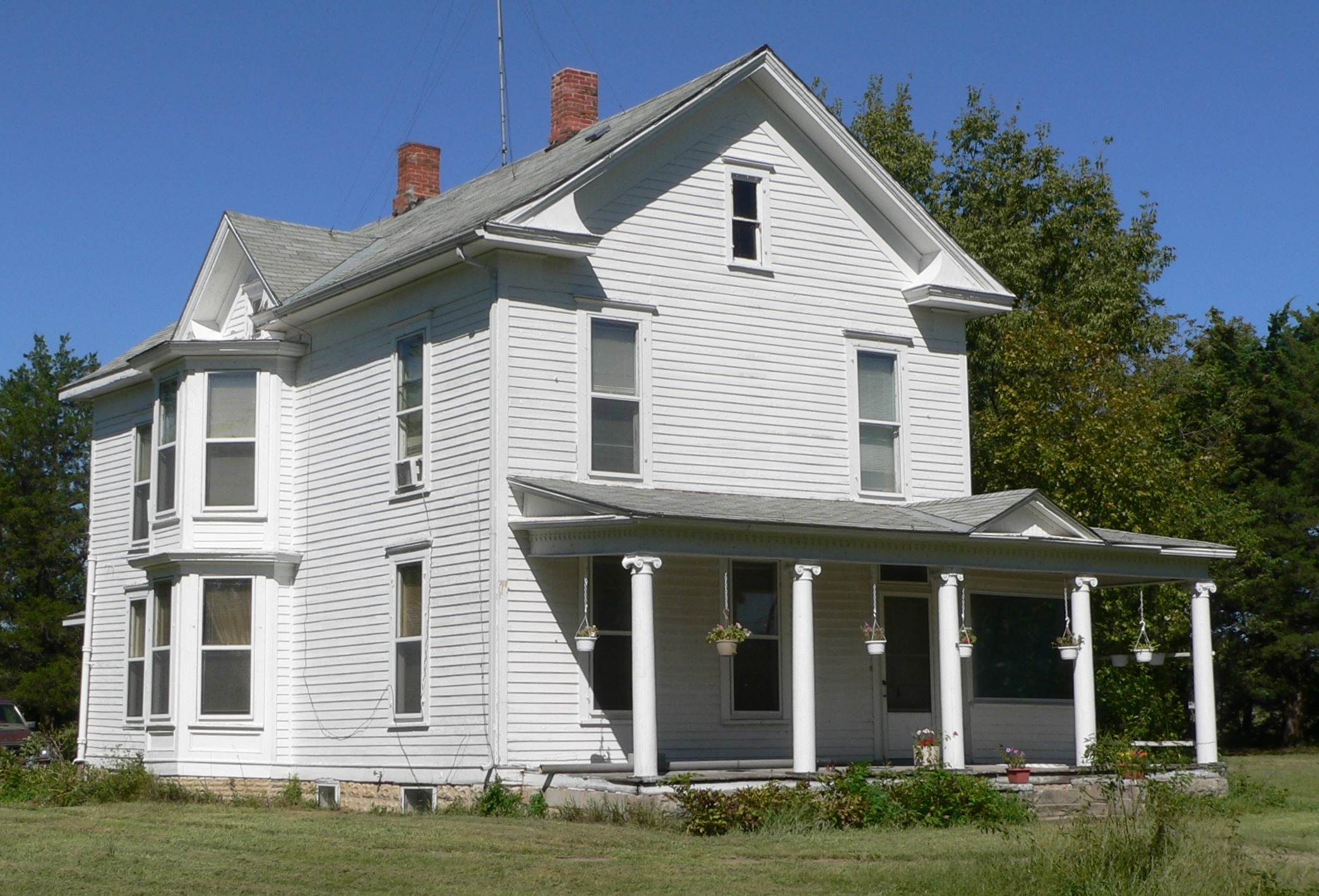
William Ducker House, gelistet im NRHP

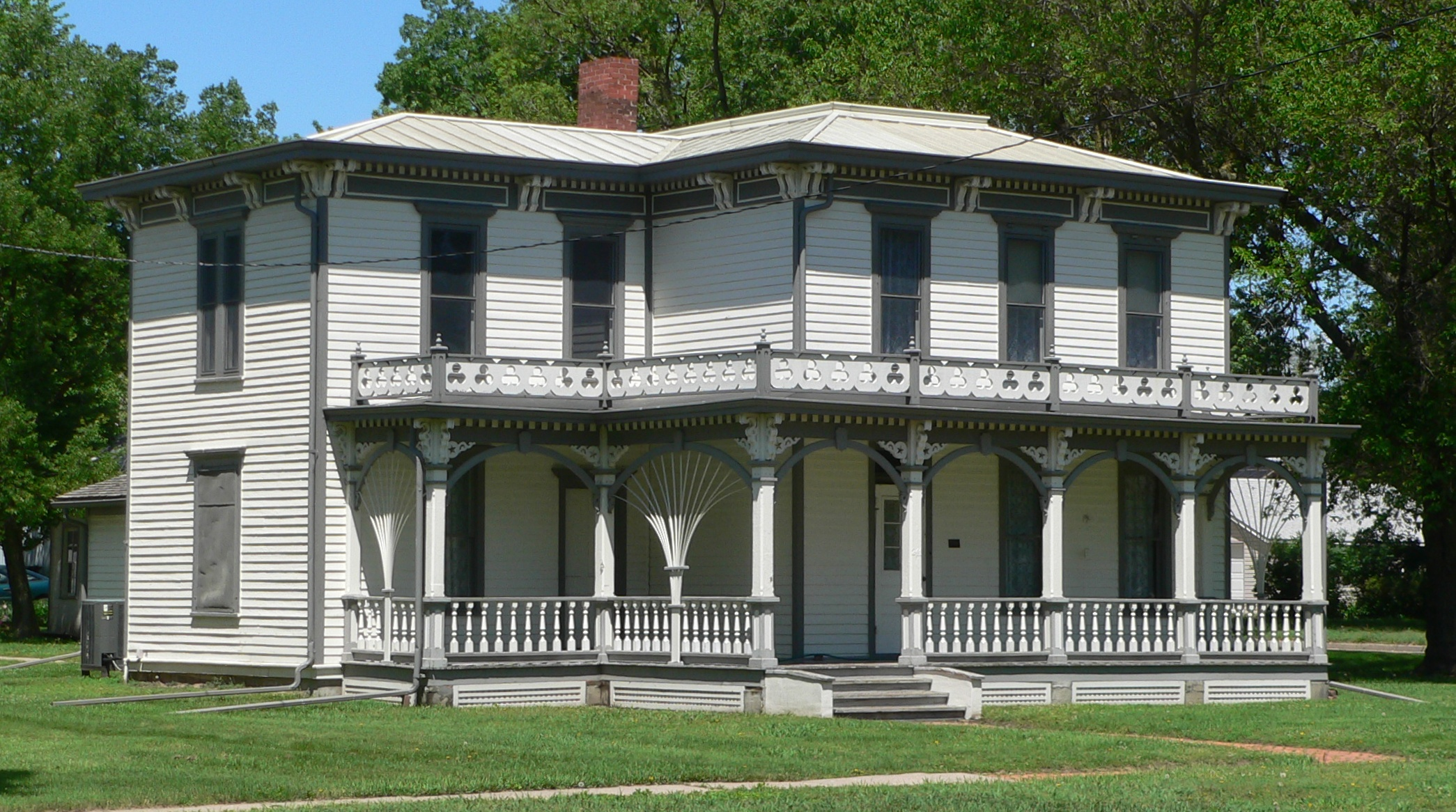
Miner House, gelistet im NRHP

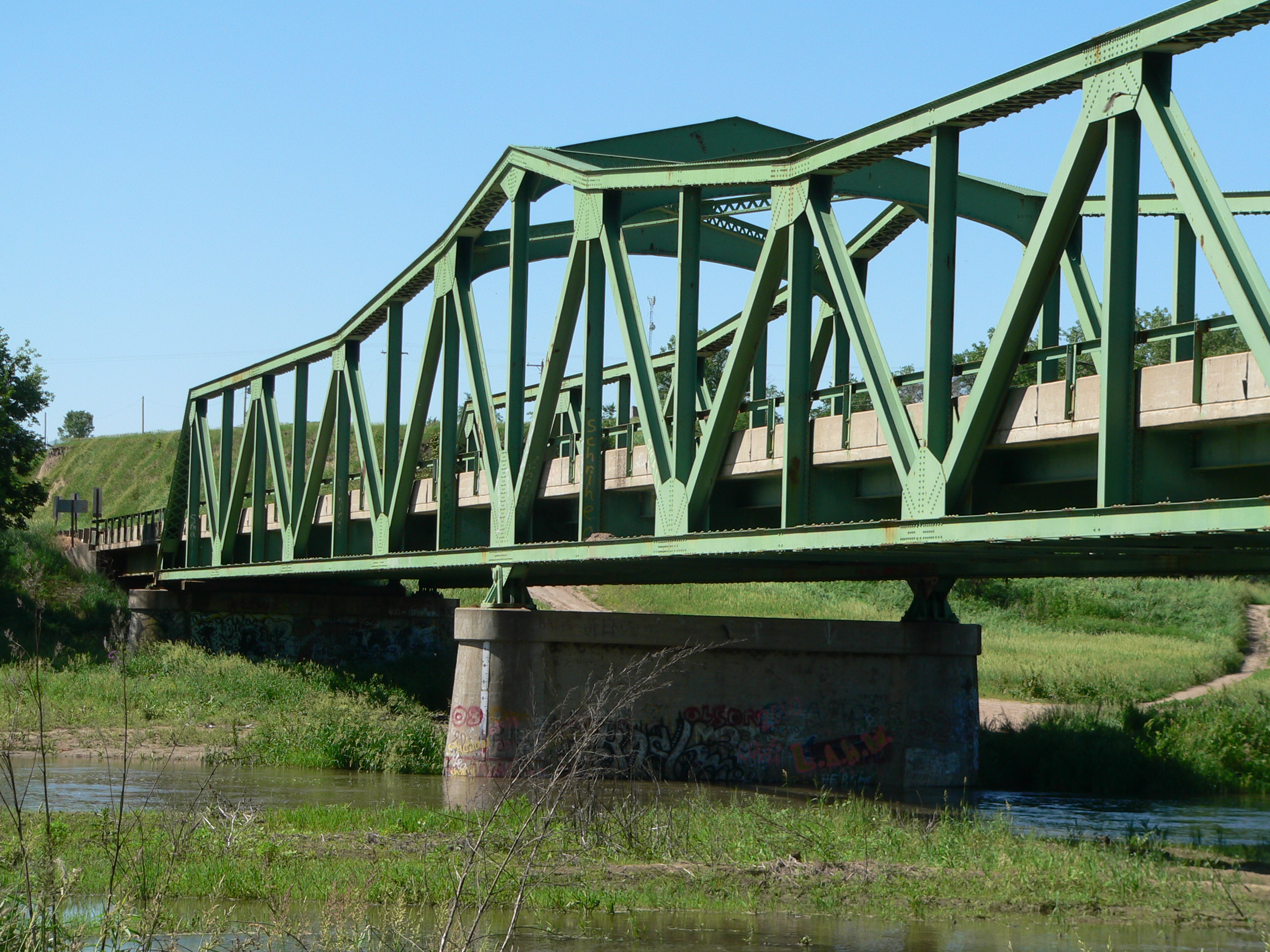
Red Cloud Bridge, gelistet im NRHP

Nach der Volkszählung im Jahr 2000 lebten im Webster County 4061 Menschen in 1708 Haushalten und 1118 Familien. Die Bevölkerungsdichte betrug 3 Einwohner pro Quadratkilometer. Ethnisch betrachtet setzte sich die Bevölkerung zusammen aus 98,10 Prozent Weißen, 0,15 Prozent Afroamerikanern, 0,27 Prozent amerikanischen Ureinwohnern, 0,47 Prozent Asiaten, 0,07 Prozent Bewohnern aus dem pazifischen Inselraum und 0,22 Prozent aus anderen ethnischen Gruppen; 0,71 Prozent stammten von zwei oder mehr Ethnien ab. 0,54 Prozent der Bevölkerung waren spanischer oder lateinamerikanischer Abstammung.
Von den 1708 Haushalten hatten 26,8 Prozent Kinder und Jugendliche unter 18 Jahre, die bei ihnen lebten. 57,7 Prozent waren verheiratete, zusammenlebende Paare, 5,0 Prozent waren allein erziehende Mütter, 34,5 Prozent waren keine Familien, 32,6 Prozent waren Singlehaushalte und in 17,9 Prozent lebten Menschen im Alter von 65 Jahren oder darüber. Die Durchschnittshaushaltsgröße betrug 2,28 und die durchschnittliche Familiengröße lag bei 2,89 Personen.
Auf das gesamte County bezogen setzte sich die Bevölkerung zusammen aus 23,6 Prozent Einwohnern unter 18 Jahren, 4,6 Prozent zwischen 18 und 24 Jahren, 22,9 Prozent zwischen 25 und 44 Jahren, 24,6 Prozent zwischen 45 und 64 Jahren und 24,3 Prozent waren 65 Jahre alt oder darüber. Das Durchschnittsalter betrug 44 Jahre. Auf 100 weibliche Personen kamen 92,7 männliche Personen. Auf 100 Frauen im Alter von 18 Jahren oder darüber kamen statistisch 91,6 Männer.

Das jährliche Durchschnittseinkommen eines Haushalts betrug 30.026 USD, das Durchschnittseinkommen der Familien betrug 36.513 USD. Männer hatten ein Durchschnittseinkommen von 26.555 USD, Frauen 18.480 USD. Das Prokopfeinkommen betrug 16.802 USD. 7,7 Prozent der Familien und 11,2 Prozent der Bevölkerung lebten unterhalb der Armutsgrenze. Davon waren 13,5 Prozent Kinder oder Jugendliche unter 18 Jahre und 10,5 Prozent waren Menschen über 65 Jahre.

## Orte im County
- Amboy
- Bladen
- Blue Hill
- Campbell
- Cowles
- Guide Rock
- Inavale
- Lester Junction
- Pawnee Village
- Red Cloud
- Rosemont